# Ekdyna
Ekdyna (Euepixylon udum) är en svampart som först beskrevs av Christiaan Hendrik Persoon, och fick sitt nu gällande namn av Læssøe & Spooner 1994. Ekdyna ingår i släktet Euepixylon och familjen kolkärnsvampar.  Arten är reproducerande i Sverige. Inga underarter finns listade i Catalogue of Life.